# Équipe d'Indonésie féminine de hockey sur gazon
L'équipe d'Indonésie féminine de hockey sur gazon est la sélection nationale de l'Indonésie représentant le pays dans les compétitions internationales féminines de hockey sur gazon. 

## Palmarès

### Jeux olympiques
L'Indonésie n'a jamais participé à un tournoi féminin de hockey sur gazon des Jeux olympiques.

### Coupe du monde
L'Indonésie n'a jamais participé à la Coupe du monde.

### Coupe d'Asie
- 2022 : À venir

### Jeux asiatiques
- 2018 : 7e

### Coupe AHF féminine
- 2016 : 9e

## Effectif
L'effectif de l'Indonésie pour la Coupe d'Asie 2022 est le suivant :
- Entraîneur :  Dhaarma Raj

| Numéro | Joueur               | Date de naissance | Âge | Sélections |
| ------ | -------------------- | ----------------- | --- | ---------- |
| 2      | Irianti Ratnaningsih | 6 novembre 1992   | 29  | 0          |
| 3      | Widiyana Saruli      | 20 novembre 1995  | 26  | 0          |
| 4      | Adriana Asa          | 23 juin 1994      | 27  | 0          |
| 5      | Rahma Aulia          | 3 avril 2001      | 20  | 0          |
| 7      | Lispa                | 7 avril 1997      | 24  | 0          |
| 8      | Yuanita Rahmadani    | 10 janvier 1997   | 25  | 0          |
| 9      | Nurasiah             | 29 mai 1993       | 28  | 0          |
| 10     | Nur Anisa            | 8 novembre 1997   | 24  | 0          |
| 13     | Widadina Farihah     | NC                | NC  | 0          |
| 14     | Melinda              | 9 mai 1997        | 24  | 0          |
| 15     | Asri Dewi            | 9 avril 1996      | 25  | 0          |
| 16     | Paulina Ronsumbre    | 22 novembre 2003  | 18  | 0          |
| 17     | Annur Amalia (C)     | 29 octobre 1991   | 30  | 0          |
| 18     | Olevia Kbarek        | 25 octobre 1994   | 27  | 0          |
| 20     | Iryani Rumbiak (GB)  | 9 juin 1997       | 24  | 0          |
| 21     | Yohana Ronsumbre     | 2 janvier 2001    | 21  | 0          |
| 22     | Aulia Putri          | 30 avril 1998     | 23  | 0          |
| 23     | Bundari Eka (GB)     | 20 octobre 1989   | 32  | 0          |
| 28     | Rayhan Jannataini    | 15 juillet 1997   | 21  | 0          |